# John O'Driscoll
Pour les articles homonymes, voir O'Driscoll.
Pas d'image ? Cliquez ici

a Compétitions nationales et continentales officielles uniquement.

b Matchs officiels uniquement.
 John Brian O'Driscoll, est né le 26 novembre 1953 à Dublin. C’est un joueur de rugby à XV qui évolue avec l'équipe d'Irlande au poste de troisième ligne aile. Il est cousin de Brian O'Driscoll.

## Carrière
Il dispute son premier test match le 21 janvier 1978 contre l'Écosse, et son dernier contre la même nation le 3 mars 1984.
J. O'Driscoll remporte le Tournoi des Cinq Nations 1982 et celui de 1983. 
Il joue six test matches avec les Lions britanniques en 1980 et 1983.

## Palmarès

### Avec l'Irlande
- 26 sélections en équipe nationale
- 1 essai
- 4 points
- Sélections par années : 1 en 1978, 2 en 1979, 4 en 1980, 7 en 1981, 4 en 1982, 4 en 1983, 4 en 1984
- Sept Tournois des Cinq Nations disputés: 1978, 1979, 1980, 1981, 1982, 1983, 1984.
- Deux Tournois des Cinq Nations gagnés en 1982 et 1983.

### Avec lesLions britanniques
- 6 sélections avec les Lions britanniques
- Sélections par année : 4 en 1980 ( Afrique du Sud), 2 en 1983 ( Nouvelle-Zélande)
- 2 essais
- 8 points.